# Либерални савез Црне Горе
Либерални савез Црне Горе (ЛСЦГ) је била либерална и национал-суверенистичка партија у Црној Гори.

## Историја
ЛСЦГ је основан 26. јануара 1990. од стране групе црногорских проиндипендентистички оријентисаних интелектуалаца које је предводио Славко Перовић. ЛСЦГ неће учествовати на првим вишестраначким изборима 1990, али ће се Славко Перовић појавити као кандидат на листи СРСЈ за Црну Гору. ЛСЦГ је почетком деведесетих била једина странка у Црној Гори која се отворено залагала за независност и противила црногорском гранатирању Дубровника и учешћу црногорских војника у ратовима на простору бивше СФРЈ.

#### 1992. година
На референдуму о државности 1992 ЛСЦГ постаје главни промотер независности заједно са албанским Демократски савезом (који ће ипак бојкотовати референдум), али је тада индипендентистички блок освојио само 3,14% и тиме је Република Црна Гора ушла у састав Савезне Републике Југославије.
ЛСЦГ први пут учествује на парламентарним изборима 1992 и осваја 12,04% гласова и 13 мандата пласирајући са на трећем мјесту иза ДПС-а и народњака. Исте године на предсједничким изборима лидер ЛСЦГ Славко Перовић стиже такође на треће мјесто освајајући 18,3% и не пролази у други круг гласања, који ће побиједити Момир Булатовић.

#### Избори 1996.
На парламентарним изборима 1996 ЛСЦГ склапа коалициони споразум са Народном странком под називом "Народна слога". Идеја је била да се таквом коалицијом отвори простор за помирење Црногораца и црногорских Срба и да они наново почну да промишљају о политици на другачији начин. Коалиција либерала и народњака осваја 24,91% и 19 посланика од којих 9 иду ЛСЦГ-у. ЛСЦГ раскида коалицију с народњацима ради одлуке тих задњих да уђу у коалицију са ДПС-ом и СДП-ом.

#### Избори 1997. и 1998.
На предсједничким изборима 1997 ЛСЦГ не учествује са својим кандидатом, поручујући својим бирачима да поступе како желе. У другом кругу гдје су се такмичили Мило Ђукановић и Момир Булатовић, ЛСЦГ ће подржати Ђукановића, како би послали поруку да нису против "Запада" који је дао подршку Ђукановићу. На наредним парламентарним изборима 1998 ЛСЦГ осваја 6,21%, мало више од 20.000 гласова и 5 мандата у црногорској скупштини. ЛСЦГ губи значајан број бирача ради нове сепаратистичке политике Миловог ДПС-а који привлачи добар број гласача из ЛСЦГ-а. Због слабог резултата на овим изборима дотадашњи Лидер Либералног савеза, Славко Перовић, подноси оставку на своју дужност, а на изборној Конвенцији ЛСЦГ 23. и 24. јануара 1999. године, Миодраг Живковић званично постаје нови политички Лидер Либералног савеза.

#### Избори 2001.
Поводом избора 2001 ЛСЦГ подиже број бирача: 7,85% и скоро 28.000 гласова док добија 6 мандата у скупштини. Како на тим изборима ниједна странка није освојила апсолутну власт, ЛСЦГ склапа споразум са ДПС-ом да подржи његову мањинску владу, а он се обавезао да ће у року од годину дана расписати референдум о независности. ЛСЦГ је у парламенту и даље задржао најжешћи опозициони став, а са обзиром да ни након годину дана референдум није расписан, ЛСЦГ је повукао подршку мањинској влади и оборио је. Међутим на изборима 2002 ЛСЦГ под слоганом "Црна Гора може — Либерални савез Црне Горе" губи опет консензус пада на 5,77%, нешто више од 20.000 гласова и само 4 посланика.
ЛСЦГ ће заједно са другим опозиционим партијама бојкотовати предсједничке изборе 2002. и фебруара 2003. Међутим одлучује да учествује на изборима у мају 2003, кандидат ЛСЦГ Миодраг Живковић осваја 31,44% гласова али је побијеђен у првом кругу од Филипа Вујановића. Ови избори ће бити задњи изборни наступ ЛСЦГ-а.

#### Раскол у странци
Након Афере Трстено, Миодраг Живковић је 7. септембра 2004. на Цетињу смијењен са функције лидера Либералног савеза и искључен из чланства странке. У октобру исте године формирао је Либералну партију Црне Горе. Након одласка Живковића, на Цетињу ће 23. октобра 2004. године Весна Перовић постати Лидер Либералног савеза, и тиме ће срамне странице на које је ЛСЦГ доведен од стране бивших либерала поводом афере Трстено, бити окончане.
Корупционашке афере и општа криза унутар покрета приморава ЛСЦГ да 2005, годину дана прије независности, замрзне све активности с образложењем да је изложен страховитом притиску од стране црногорске тајне службе. Иако су либерали били изворни покретачи обнављања црногорске независности, тај пројекат је преузео Мило Ђукановић и остварио на референдуму 2006 године.